# Stema municipiului Târgu Mureș

Stema actuală

Stema Târgu Mureșului (în maghiară Marosvásárhely címere) a fost adoptată de Guvernul României în 9 iunie 2000 cu numărul 486. Luarea deciziei a fost făcută după ce majoritatea consilierilor locali au decis reîntoarcerea la valorile istorice după o lungă perioadă a comunismului în care tot ce era vechi a devenit neglijat.

## Descriere
Stema orașului este compus dintr-un scut în care, pe câmp albastru, un braț drept armat din argint ține transversal spre colțul stâng superior al scutului o spadă din argint, cu mânerul și garda din aur, străpungând un cap natural de urs, iar în colțul din dreapta sus se află o balanță din aur cu talgerele în echilibru. Scutul este timbrat de o coroana murală din argint cu șapte turnuri crenelate care a fost folosit încă în perioada interbelică.
Elementele folosite au o conotație simbolică. Brațul armat cu spadă din argint străpungând un cap natural de urs simbolizează lupta pentru apărare, eroism, vitejie și sacrificiu pentru cauza nobilă. Astfel stema face aluzie la faptul că orașul cu Cetatea Medievală a avut un rol important în istoria Ținutului Secuiesc, iar luptele sub zidurile cetății n-au sfârșit în fiecare dată cu succese. Între anii 1602-1603 trupele lui Basta au cucerit orașul și au dat foc atât caselor oamenilor, cât și Bisericii Reformate. Balanța din aur cu talgerele în echilibru reprezintă rolul pe care l-au avut unele instituții, cum ar fi Tabula Regia, prima dată în sistemul judiciar din Scaunul Mureș, apoi cel din Transilvania. Coroana murală din argint cu șapte turnuri crenelate simbolizează rangul de reședință de municipiu.

## Istoric

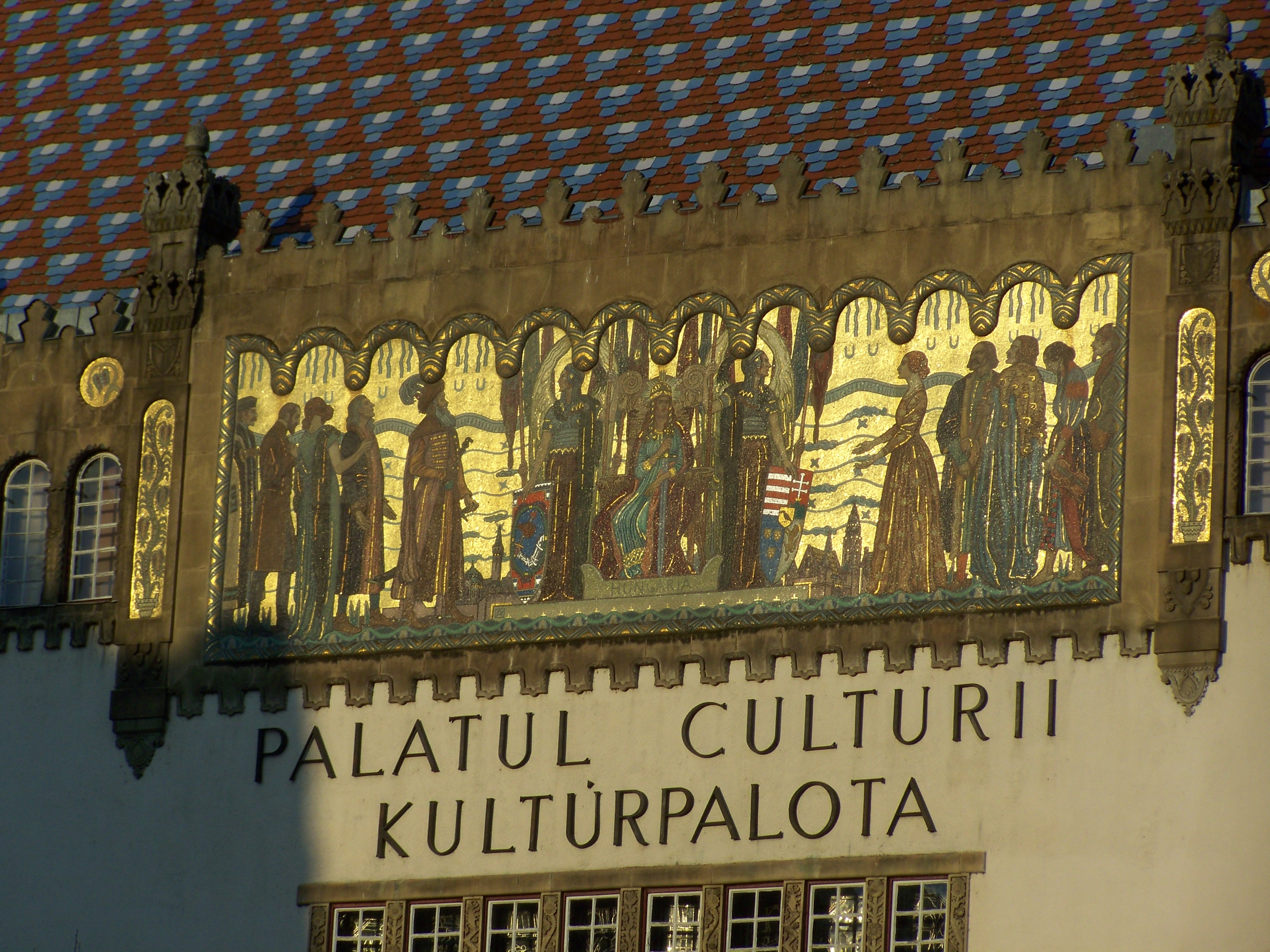
Stema orașului pe scutul ținut de femeia din partea stângă al tronului

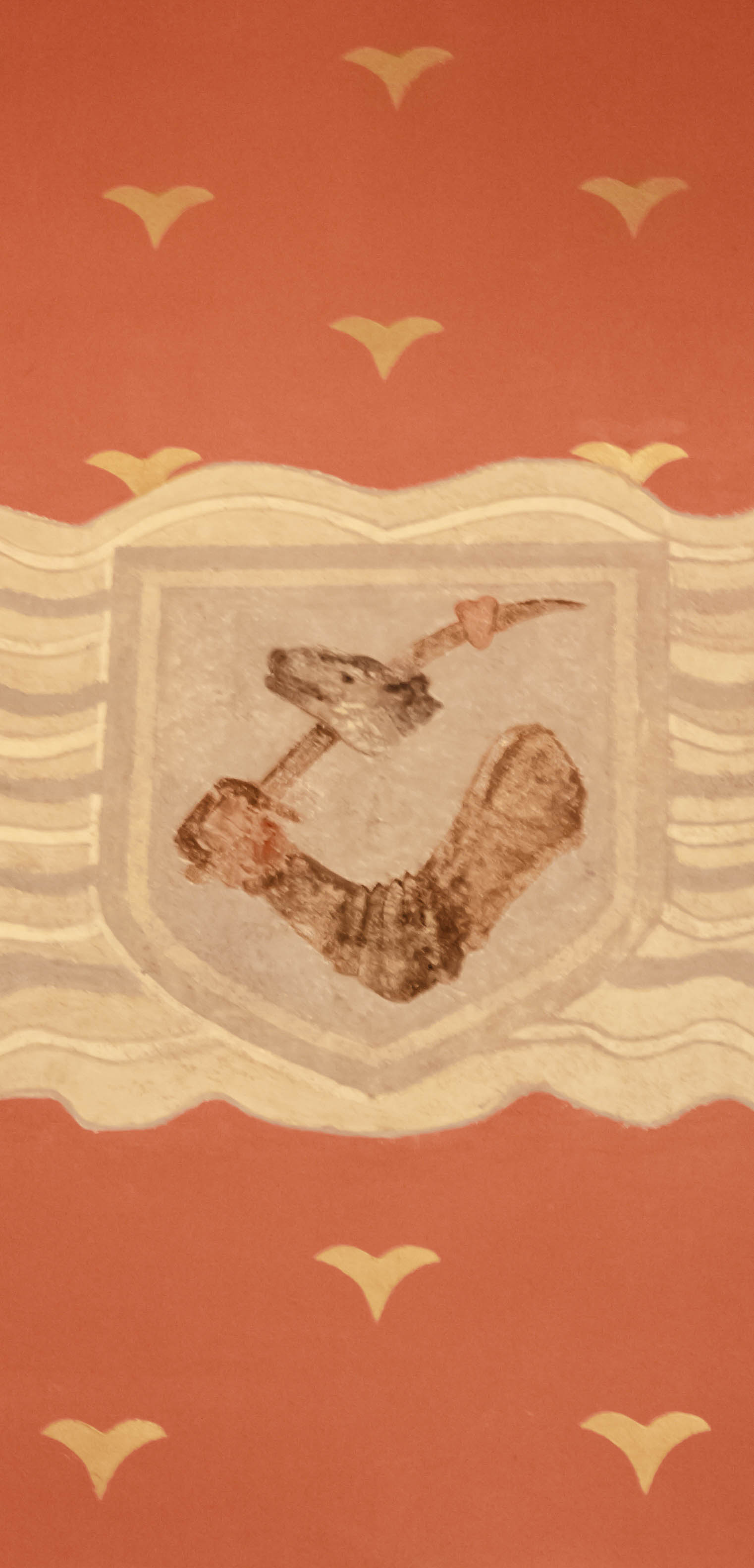
Stema orașului în Palatul Culturii

| Stema | Descrierea | Perioada   |
| ----- | --- | ---------- |
|       | Potrivit surselor istorice această stemă este cea mai veche din Ținutul Secuiesc, fiind diferitele variante utilizate încă în Evul Mediu. Coroana pe spadă din argint face aluzie la faptul că municipiul Târgu Mureș a fost singurul oraș din scaunele secuiești care deținea rangul de oraș liber regesc (în maghiară szabad királyi város). Rangul privilegiat a fost donat de principele Gábor Bethlen în anul 1616. Pe documentul colorat prin care Bethlen dădea noul titlu pentru localitate se poate găsi în colțul de stânga această stemă. | Dualism    |
|       | Ca noutate în stema interbelică apare murala din argint cu șapte turnuri crenelate care simbolizează rangul de reședință de municipiu. Totodată acest semn este specific statului român astfel subliniind noua apartenență a orașului. | Interbelic |
|       | Heraldica în timpul comunismului s-a schimbat radical în toate aspectele stilistice. Pe scutul nonconformist au dispărut vechile simboluri și au apărut cele noi, care fac trimitere la realizările socialiste ceea ce privește industria și educația. Astfel stema este separată în trei fâșii: Cel din sus este dominat de Cetatea Medievală, iar în partea de jos apar turnurile combinatului Azomureș și o flacără cu carte, simbolizând orașul devenit centru universitar.                                                                      | Comunism   |